# Wallenried
Wallenried (Esserts (Lac) en français, Èssechà  en patois fribourgeois) est une localité et une ancienne commune suisse du canton de Fribourg, située dans le district du Lac. Depuis la fusion intervenue le 1er janvier 2017, cette localité fait partie de la commune de Courtepin.

## Géographie
Selon l'Office fédéral de la statistique, Wallenried mesure 386 ha. 20,9 % de cette superficie correspond à des surfaces d'habitat ou d'infrastructure, 61,6 % à des surfaces agricoles, 17,3 % à des surfaces boisées et 0,3 % à des surfaces improductives.

## Démographie
Selon l'Office fédéral de la statistique, Wallenried comptait 447 habitants en 2022. Sa densité de population atteint 116 hab./km2.
Le graphique suivant résume l'évolution de la population de Wallenried entre 1850 et 2008 :
La moitié de la population parle français et l'autre moitié est germanophone avec toutefois légèrement plus de francophones (environ 54 %).